# Emiro Duque Sánchez
Emiro Duque Sánchez (Zea, Estado de Mérida, 27 de junio de 1915 - San Cristóbal, Estado Táchira, 17 de enero de 1995) fue un poeta, periodista, profesor y escritor venezolano. Conocido como el "Gran Trovador del Paisaje Venezolano" e "Hijo Ilustre de Zea". Durante su vida ostentó varios cargos públicos relacionados al área educativa y cultural, entre los cuales destaca, Secretario Privado del Gobierno del estado Táchira, siendo el gobernador del estado Juan Galiazzi Contreras, además recibió la Orden 27 de junio de manos del presidente de la república Jaime Lusinchi, por su impecable servicio a la docencia durante más de 30 años. Fue miembro de número de la Academia de Historia del Estado Táchira, en la que ocupó el sillón N° 17.

## Primeros años
Nació en Zea, Estado Mérida el 27 de junio de 1915, hijo de Félix Román Duque y Ana Teresa Sánchez de Duque. Realizó su Educación Primaria en el “Colegio Duque” en Zea, colegio fundado por su padre. Su madre Ana Teresa Sánchez de Duque, fue Administradora y Enfermera de dicho instituto.

## Obras literarias
- Cauce. Poemario. Prólogo del Escritor Merideño Don Claudio Vivas. (1941)[4]
- Enigmas. Sonetario. Contentivo de 50 Charadas. Prólogo del Profesor Universitario Ferenc Oliver Brachfeld. (1954)[5]
- Tierra. Poesía Nativista. Prólogo del Profesor Universitario y Crítico Literario Pedro Pablo Paredes. (1970)[6]
- Caballito del Diablo. Poesía Infantil. Obra autorizada por el Ejecutivo Nacional, para ser usado en todos los años de Educación Primaria. Prólogo del Profesor Universitario y Crítico Literario Pedro Pablo Paredes. (1977)
- Coplas Desde el Tranquero. Poesía Nativista.  Al Llano Venezolano. Prólogo del Profesor Universitario y Crítico Literario Pedro Pablo Paredes. (1986)[7][8]
- Humana Lumbre. Sonetario. Reconocimiento a personalidades que enaltecieron sus nombres y fueron luz para el mundo.  Prólogo del Dr. José Teodomiro Chaparro. (1994)[9]
- Gleba. Prosa. Páginas Nativistas de nuestra Geografía Andina. Prólogo de Don Claudio Vivas. (2009)[10]
- Payasito de Trapo  Poesía Infantil. Prólogo de su hijo, el Mayor (GNB) Félix Alfredo Duque Molina. (2020)[11]
- Versos de Amor para un Amor sin Versos. Sonetario. Prólogo del General (GNB) Humberto Silva Cubillán. (2020)
- Llanura. Poesía Nativista.  Dedicada al Llano Venezolano. Prólogo del Profesor Universitario y Crítico Literario Pedro Pablo Paredes. (2009)[12]
- Pielágo.  Sonetario. Poemas de hondo sentido religioso. Prólogo de Monseñor Nelson Arellano Roa. (2009)[13]
- Voces al Viento. Poemas. Prólogo del Profesor Universitario y Crítico Literario Pedro Pablo Paredes. (2009)[14]
- 100 Pensamientos.  Prólogo del Profesor Universitario y Crítico Literario Pedro Pablo Paredes. (2020)
- Raiz, Voz y Látido. Prólogo del General (GNB) Humberto Silva Cubillán. (2020)
- Emiro Duque Sánchez, Antología Poética (VOLUMENES I, II, III Y IV). Recopilación de toda la vasta obra del Autor. (2009-2021)